# Bárbara do Firmino
Bárbara Carvalho da Silveira Soares Macêdo (Teresina, 11 de outubro de 1994), mais conhecida como Bárbara do Firmino, é uma política brasileira, filiada ao Partido Social Democrático (PSD). Atualmente é deputada estadual pelo Piauí.
Já nas eleições de 2022, foi eleita deputada estadual pelo Piauí com 35.276 votos (1,79% dos votos válidos).

## Desempenho eleitoral
| Ano  | Eleição            | Partido | Cargo             | Votos  | %     | Resultado | Ref   |
| ---- | ------------------ | ------- | ----------------- | ------ | ----- | --------- | ----- |
| 2022 | Estaduais no Piauí | PP      | Deputada Estadual | 35.276 | 1,79% | Eleita    | [ 4 ] |